# Cooper T79
La Cooper T79 è una monoposto di Formula 1 realizzata dalla scuderia britannica Cooper per partecipare alle stagioni 1967 e 1968 dell'omonimo campionato.

## Storia
La Cooper T79 fu realizzata in un unico esemplare. Il veicolo venne costruito alla fine del 1964 per Bruce McLaren, che l'avrebbe dovuta guidare nel campionato Tasman nel 1964/1965. Con la T79 McLaren ottenne un secondo posto a Teretonga nel 1965. In seguito la Cooper vendette l'auto al pilota automobilistico rhodesiano John Love.
Love, che con l'eccezione del 1966 aveva sempre gareggiato con le auto da corsa Cooper nel Gran Premio del Sud Africa dal 1962, corse con la T79 nel 1967 a Kyalami al Gran Premio del Sudafrica 1967. Love partì in gara dal quinto posto in griglia e arrivò secondo dietro a Pedro Rodríguez.
Nel 1968 Love utilizzò nuovamente la vettura per il Gran Premio del Sud Africa, tuttavia, la monoposto fu guidato da Basil van Rooyen, che partito in griglia al 20º posto dovette ritirarsi a causa di problemi tecnici al motore Climax, dovuti alla guarnizione della testata del motore.